# Eliza Biscaccianti
Eliza Biscaccianti, född 1824, död 1896, var en amerikansk operasångerska. Hon hade en framgångsrik karriär i USA från 1847, initialt i östkusten men sedan även i Västern och i Kalifornien, där hon tillhörde operascenens pionjärer. Hon var dotter till den berömda musikern Sophia Hewitt Ostinelli.